# 多度津町消防本部
多度津町消防本部（たどつちょうしょうぼうほんぶ）は、香川県仲多度郡多度津町の消防部局（消防本部）。

## 管内の現況
- 管内の人口 - 23,405人

2020年（令和2年）1月1日現在
- 管内の世帯数 - 10,883世帯

2020年（令和2年）1月1日現在
- 管内の面積 - 24.39 km2

2019年（令和元年）10月1日現在

## 沿革
【出典】
- 1960年（昭和35年）4月1日 - 多度津町消防本部が発足する。
- 1969年（昭和44年）4月1日 - 2市1町（丸亀市・善通寺市・多度津町）消防相互応援協定を締結する。
- 1970年（昭和45年）2月16日 - 消防本部新庁舎が落成し、大字多度津甲685番地に移転する。
- 1972年（昭和47年）5月1日 - 救急業務を開始する。
- 1987年（昭和62年）12月1日 - 香川県消防相互応援協定が締結される。
- 1994年（平成6年）4月1日 - 香川県防災ヘリコプター応援協定が締結される。
- 2014年（平成26年）4月1日 - 中讃消防指令センターの運用を開始する。
- 2015年（平成27年）4月1日 - 消防本部新庁舎が落成し、大字青木951番地8に移転する。

## 組織
【出典】
- 消防長（消防司令長）
  - 消防次長（消防司令）
    - 総務係
    - 予防係
    - 警防係
    - 救急係

  - 多度津町消防署
    - 第一消防隊・救急隊
    - 第二消防隊・救急隊

## 消防車両
【出典】
| 消防車両         | 配置台数 |
| ---------------- | -------- |
| タンク車         | 1台      |
| 救助工作車       | 1台      |
| ポンプ車         | 2台      |
| 小型動力ポンプ   | 1台      |
| 運搬車           | 2台      |
| 指令車           | 2台      |
| 広報・事務連絡車 | 1台      |
| 事務連絡二輪車   | 1台      |
| 高規格救急車     | 2台      |